# Heizkraftwerk Stuttgart-Gaisburg
Das Heizkraftwerk Stuttgart-Gaisburg ist ein erdgasbefeuertes Kraftwerk am Neckarufer in Stuttgart-Gaisburg, das von der EnBW Energie Baden-Württemberg betrieben wird.

## Kraftwerk 1 und 2 (Altkraftwerk), stillgelegt

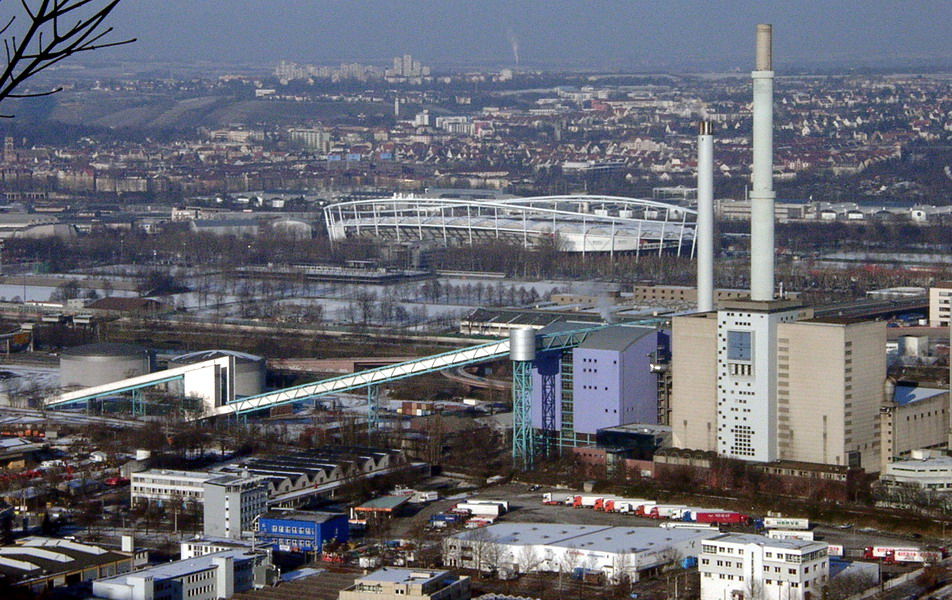
Heizkraftwerk Stuttgart-Gaisburg vor dem Bau des neuen Kraftwerks

Das Kraftwerk besteht aus zwei Kraftwerksteilen. Kraftwerk 1 mit den ehemaligen Blöcken 11 und 12 ist stillgelegt. Kraftwerk 2 ist ein Dampfsammelschienen-Heizkraftwerk mit drei Dampferzeugern. Ein Kessel wurde mit Steinkohle, die beiden anderen mit Gas oder wahlweise auch mit leichtem Heizöl befeuert. Die beiden markanten Schornsteine sind 160 und 125 m hoch. Ein ehemals 80 Meter hoher Sammelschornstein wurde 1979 durch den 125 Meter hohen Schornstein ersetzt. Ein weiterer, vorhandener Schornstein ist 65 m hoch.
Die Anlage dient der Fernwärmeerzeugung. Als Besonderheit verfügt das Kraftwerk als einziges EnBW-Kraftwerk über einen Wirbelschichtkessel. In den 1980er Jahren wurden die alten Kessel des KW 1 (Bensonkessel) aus den 1950er und 1960er Jahren durch moderne Anlagen ersetzt und mit primären Entschwefelungs- und Entstickungseinrichtungen versehen. Die Anlage verfügt über eine maximale Wärmeleistung (Wärmeauskopplung in das Fernwärmenetz) von 273 MW.
Die ehemalige Gasturbine, die zum Anfahren diente, wurde Anfang 2014 demontiert. Am 17. März 2018 wurde zum letzten Mal Kohle für das Kraftwerk angeliefert.
Das Kraftwerk wurde Ende 2018 endgültig stillgelegt.

## Block 3 (verworfen)
Zeitgleich plante man am Standort den Bau eines weiteren Kohleblocks (Gaisburg III), der auch für die Stromerzeugung vorgesehen war. Diese Pläne wurden aber Ende 1988, gleichzeitig mit der Inbetriebnahme des Blocks 2 im Kernkraftwerk Neckarwestheim, fallen gelassen.

## Erdgas-Heizkraftwerk (seit 2018)
Im Mai 2015 wurden Pläne bekannt, wonach die EnBW auf dem Grundstück des bestehenden Kraftwerks ein neues Erdgas-Heizkraftwerk errichten möchte. Nach Inbetriebnahme sollte das alte Kraftwerk stillgelegt und abgerissen werden. Das neue Heizkraftwerk sollte aus drei mit Erdgas befeuerten Blockheizkraftwerken mit insgesamt 30 MW elektrischer und 30 MW thermischer Leistung, einem Wärmespeicher mit einer Kapazität von 300 MWh sowie erdgas-/ölbefeuerten Heizkesseln mit 210 MW thermischer Leistung bestehen. Die Baukosten wurden mit rund 75 Mio. Euro veranschlagt. Am 16. Dezember 2016 berichteten die Stuttgarter Nachrichten, dass die EnBW im Januar 2017 mit dem Bau des neuen Kraftwerks beginnen würde. Ab Frühjahr 2017 wurde das neue Kraftwerk direkt neben dem bestehenden Altkraftwerk errichtet. Mit der Inbetriebnahme des neuen Kraftwerk wurde das Altkraftwerk vom Netz genommen.
Das Kraftwerk lief von Dezember 2018 bis April 2019 im Probebetrieb, die Fertigstellung und endgültige Inbetriebnahme erfolgte im April 2019.

## Netzanschlüsse

### Strom
Der Netzanschluss erfolgt auf der 110-kV-Hochspannungsebene in das Stromnetz des Verteilnetzbetreibers Netze BW. Alle abgehenden Leitungen sind heute als Erdkabel ausgeführt.

### Fernwärme
Das Heizkraftwerk Gaisburg ist über eine Fernwärmeleitung mit dem südöstlich gelegenen Heizkraftwerk Altbach/Deizisau und dem nördlich gelegenen Müllheizkraftwerk Stuttgart-Münster verbunden. Diese Fernwärmeleitung wird auch „Mittlere Neckarschiene“ genannt und hat eine Länge von 14 km. Die Mittlere Neckarschiene verläuft teilweise oberirdisch entlang dem Neckar und der B 10. Sie speist in die einzelnen Fernwärme-Verteilnetze der versorgten Stadtteile ein, die der örtlichen Verteilung der Wärme bis hin zu den einzelnen Hausanschlüssen dienen.